# Game Girl
«Game Girl» —en español: Chica del juego— es una canción de la cantante y actriz francesa Louane, fue lanzada el 26 de agosto del 2021 como el cuarto sencillo del álbum Pokémon 25: The Album el cual es la banda sonora del 25 aniversario de la franquicia japonesa Pokémon. Es una canción pop en francés e inglés escrita por la cantante y por Florian Rossi bajo el pseudónimo de P3GASE y está producida por Josh Gudwin. El lanzamiento estuvo acompañado de un video musical subido en el canal oficial de YouTube de la cantante.

## Antecedentes y lanzamiento
El 13 de enero de 2021 se publicó un video en YouTube en el canal oficial de Pokémon Company International que anunciaba la colaboración con artistas musicales siendo primeramente con la cantante estadounidense Katy Perry, anunciado un próximo álbum musical. El 25 de agosto Louane informó a través de su cuenta oficial de Instagram que había grabado una canción para la banda sonora de la franquicia, la publicación estuvo acompañada de la imagen de portada del sencillo. El 26 de agosto se lanzó la canción como cuarto sencillo del álbum y al siguiente día se publicó un video musical de la canción en el canal de YouTube de Louane. La cantante en un comunicado dijo: "No dudé en absoluto cuando me pidieron que me uniera al Programa de P25 Music. Fue realmente inspirador tener la oportunidad de escribir una historia basada en lo que experimenté cuando era niña". Colin Palmer, vicepresidente de marketing de la compañía Pokémon expresó: "Louane es una emocionante adición a la creciente lista de talentosos artistas de todo el mundo que nos ayudan a celebrar los 25 años de Pokémon, "Game Girl", con sus letras en francés e inglés, no solo es un increíble himno pop para los Entrenadores Pokémon, sino que también representa la resonancia global de Pokémon entre los fanáticos internacionales".
- Datos: Q110549218